# Странджа (природный парк)
Природный парк Странджа (болг. Природен парк Странджа) — крупнейший природоохранный район в Болгарии, охватывающий территорию площадью в 1161 квадратных километров и расположенный на склоне одноимённой горы, в юго-восточной части страны, на границе с Турцией. Парк был создан 25 января 1995 года для защиты экосистем и биоразнообразия, а также — традиционного культурного, исторического и фольклорного наследия региона. Высота местности варьируется от 710 до нуля метров (на побережье Чёрного моря); природоохранная зона имеет среднюю длину в 50 километров с запада на восток и 20 километров с севера на юг.
Природный парк расположен в провинции Бургас и имеет на своей территории два города — Малко-Тырново и Ахтопол — и несколько деревень. Парк включает в себя пять природных заповедников: Силкосия, Средока, Тисовица, Узунбоджак и Витаново. Силкосия является старейшим заповедником в Болгарии, основанным в 1933 году, а Узунбоджак — включён во Всемирную сеть биосферных заповедников, в рамках Программы ЮНЕСКО «Человек и биосфера». Вся территория парка является частью сети природоохранных зон Европейского Союза «Natura 2000».
Природный парк Странджа относится к двум экорегионам Палеарктического умеренного широколистного и смешанного леса — балканских смешанных лесов и лисисто-эозиново-лиственных лесов. В целом, леса занимают 80 % территории парка: из них 30 % составляют девственные леса, не изменённые человеческой деятельностью и природными стихийными бедствиями. Данные лесные массивы — последние оставшиеся умеренные леса с вечнозеленым лавровым подлеском в Европе. Парк также имеет наибольшее количество позвоночных видов из всех природоохранных районов Болгарии: включая 66 видов млекопитающих, 269 видов птиц, 24 вида пресмыкающихся, 10 видов амфибий и 41 вид пресноводных рыб, а также — 70 видов морских рыб в водах Чёрного моря. На сегодняшний день фауна беспозвоночных, проживающих в парке, мало изучена: известно, что она включает 84 эндемичных для Болгарии вида, из которых четыре являются местными видами, а 34 — реликтовыми.
Наиболее древние следы человеческого обитания, обнаруженные на территории парка, датируются периодом неолита: около 6000 лет до нашей эры. К середине I тысячелетия до н. э. Странджа была заселена фракийскими племенами, которые составляли часть нескольких фракийских королевств — до тех пор, пока область не была присоединена Римской империей в 45 году нашей эры. В Средневековье область являлась ареной борьбы между Византийской и Болгарской империями, пока не была завоевана турками-османами в конце XIV века. После образования независимой Болгарии, в 1878 году, территория парка Странджа осталась частью Османской империи, что в 1903 году привело к Илинденскому восстанию. Регион перешёл под контроль Болгарии в 1912 году — во время Первой Балканской войны.
Богатая событиями история региона оставила важное культурное наследие, с рядом фольклорных традиций, уникальных для Болгарии: таких как Нестинарство, традиции которого включают в себя обрядовый танец на раскаленных углях — «реликт» языческого прошлого региона. Традиционная деревянная архитектура Странджа, датированная серединой XVII—XIX веками, сохранилась в деревнях Брашлян и Кости, а также — в городе Малко-Тырново.

## Администрация парка
Природный парк Странджа был создан 25 января 1995 года для защиты экосистем и биоразнообразия, а также — традиционного культурного, исторического и фольклорного наследия региона. До 1995 года природоохрана в регионе была «фрагментарной», состоявшей из ряда изолированных заповедников и природоохранных районов. Сегодня парк находится в ведении дирекции, расположенной в Малко-Тырново и подчиненной одному из управлений Министерства окружающей среды и водных ресурсов Болгарии. В функции управления входит осуществление государственной политики по управлению природоохранным районом и общий контроль над ним, направленные на долгосрочное сохранение его уникального характера и обеспечение устойчивого социально-экономического развития всего региона. Органы власти следят за сохранением лесов, диких животных и рыбных ресурсов — одновременно, поощряя туризм и защиту окружающей среды.
Парк входит в V-ю категорию Международного союза охраны природы: охраняемый ландшафт / морской пейзаж. Вся территория парка и прилегающих черноморских вод включена в сеть природоохранных территорий Европейского союза «Natura 2000» под кодом Strandzha BG0001007. Природный парк Странджа внесен в список Birdlife International как «важная для птиц и биоразнообразия территория». Для посетителей парка работают два информационных центра: в Малко-Тырново и Граматиково.
Природный парк Странджа полностью расположен в провинции Бургас, на территории двух её муниципалитетов — Малко Тырново и Царево, в крайней юго-восточной части Болгарии. Данная область включает 7 000 жителей, 19 деревень, а также — города Малко Тырново и Ахтопол. Странджа является наименее населенным регионом во всей Болгарии: плотностью населения здесь составляет 10 человек на квадратный километр.